# Guglielmo d'Auxerre
Guglielmo d'Auxerre (Guillelmus Autisiodorensis; Auxerre, 1150 circa – Roma, 3 novembre 1231) è stato un teologo e filosofo francese di religione cattolica. Docente e amministratore presso l'università di Parigi, fu autore di una Summa sulle Sententiae di Pietro Lombardo e si occupò, tra le altre cose, di stabilire in che misura la teologia potesse essere considerata una scienza secondo i canoni aristotelici; è noto inoltre per aver fatto parte della commissione di studiosi che furono incaricati dal papa Gregorio IX di emendare i testi di fisica e metafisica di Aristotele da tutti i contenuti non conformi alla fede cristiana, operazione che avrebbe dovuto rendere nuovamente possibile la loro adozione nelle università in seguito al bando a cui erano stati sottoposti nel 1210.

## Biografia
Il nome di Guglielmo d'Auxerre compare in numerosi documenti dell'università di Parigi risalenti ai primi decenni del XIII secolo, dai quali sappiamo che fu docente presso quello studium e che fu arcidiacono di Beauvais. Si ritiene probabile che la sua formazione avvenne sotto la guida di Riccardo di San Vittore, ma risulta che il maestro da cui Guglielmo fu più profondamente influenzato fu Prevostino da Cremona, cancelliere dell'università di Parigi dal 1206 al 1209.
Dopo una lunga carriera accademica, nel corso della quale fu sia docente che amministratore, Guglielmo nel 1230 svolse un ruolo rilevante nella crisi dell'università parigina: come rappresentante francese presso papa Gregorio IX, difese la posizione degli studenti contro i tentativi del re Luigi IX di interferire con gli affari dell'università.
Nel 1231, l'anno successivo, Guglielmo (insieme ad altri due teologi) fu incaricato da Gregorio IX di censurare alcuni testi di Aristotele (la Fisica e la Metafisica) per far sì che essi divenissero sufficientemente conformi agli insegnamenti della dottrina cristiana da rendere di nuovo possibile il loro impiego come materiale didattico, dopo che nel 1210 l'insegnamento delle teorie che essi esponevano era stato vietato.
Guglielmo, nella cui ortodossia il papa confidava senza riserve, era tuttavia convinto della legittimità di un tentativo di analisi razionale dei contenuti della rivelazione cristiana. Egli però si ammalò e morì prima di aver modo di revisionare le opere di Aristotele (o almeno le loro traduzioni e i commenti arabi); non ebbe tempo neppure di riorganizzare i piani di studi dell'università di Parigi com'era nelle sue intenzioni.
Tra i discepoli di Guglielmo si ricorda Giovanni da Treviso, uno dei primi teologi dell'ordine domenicano.

## Opere e pensiero
La principale opera di Guglielmo fu la Summa super quattuor libros sententiarum, composta tra il 1215 e il 1220 e spesso nota come Summa aurea; essa costituiva un commento alle "Sentenze" (Libri Quattuor Sententiarum) di Pietro Lombardo, che erano a loro volta un compendio di affermazioni dottrinali rilevanti dei Padri della Chiesa o di altri rappresentanti autorevoli del pensiero cristiano. La Summa aurea trattava dei problemi della trinità, della creazione, del giudizio universale, delle virtù, dei sacramenti e di molte altre questioni dottrinali.
La riflessione teologica e filosofica di Guglielmo, che insisteva sulla legittimità della filosofia e sul valore della ragione nella chiarificazione dei problemi teologici, si articolò su questioni di teoria della conoscenza e di etica; tra le altre cose, Guglielmo si interessò del problema di reinterpretare la filosofia greca alla luce della rivelazione cristiana. Egli si interrogò poi sulla questione (della quale dopo di lui si sarebbero occupati anche Alessandro di Hales, Oddone di Rigaud, Alberto Magno e Tommaso d'Aquino) se lo statuto epistemologico della teologia possa o meno essere equiparato a quello di una vera e propria scienza (dove, secondo la definizione aristotelica proposta negli Analitici secondi, può essere detto scientifico un impianto di conoscenze che tragga mediante un procedimento strettamente razionale conclusioni certe da ipotesi evidenti). Guglielmo fu tra i primi a sostenere che lo studio delle cose sacre può, in effetti, essere considerato una scienza (così intesa) perché, a suo avviso, i presupposti fondamentali della fede sono accolti dal credente alla stessa stregua delle evidenze che stanno alla base, per esempio, dei procedimenti delle scienze naturali, ovvero in modo del tutto immediato.
Fu un conoscitore dell'averroismo filosofico e scientifico, la cui diffusione nel 1225 è attestata anche negli scritti di Roberto Grossatesta, a seguito delle traduzioni dal greco e dall'arabo delle quali Michele Scoto era stato il pioniere per mandato di Federico II di Svevia.
Guglielmo fu autore, oltre che della Summa aurea, di un commento all'Anticlaudianus di Alano di Lilla e di una Summa de officiis ecclesiasticis dedicata allo studio delle liturgie, della preghiera, dei sacramenti e di altre prassi legate al culto, tra cui le letture e i canti svolti nel corso delle messe. Quest'opera appartiene a quelle che costituiscono la base per il Rationale divinorum officiorum di Guglielmo Durante, composto alla fine del XIII secolo.